# William F. Lynch
Pour les articles homonymes, voir Lynch.
William Francis Lynch, né le 1er avril 1801 à Norfolk (Virginie) et mort le 17 octobre 1865 à Baltimore, est un officier de Marine américain.

## Biographie
William F. Lynch est né en Virginie.
Il entre dans la Marine comme midshipman le 26 janvier 1819 et sert pour la première fois sur l'USS Congress et ensuite avec sur goélette USS Shark commandée par le lieutenant Matthew C. Perry. Il passe plus tard dans le Mosquito Squadron du commodore David Porter dans les Caraïbes et en Méditerranée.
Le 2 juin 1828, un mois après sa promotion au grade de lieutenant, il épouse à New Haven, Virginia Shaw, la plus jeune fille d'un officier supérieur de la marine, John Show et belle-sœur de Francis Gregory (en). Ils auront deux enfants, mais se sépareront dans les années 1840 et divorceront dans les années 1850.
Il obtient son premier commandement, le Poinsett, du 3 mars au 30 décembre 1839. Le navire navigue pour le compte de l'United States Naval Hydrographic Office. En 1847, il se rend au Jourdain, transportant par voie terrestre, à dos de chameau, un bateau en cuivre et un bateau en fer galvanisé. Au total, 16 hommes font partie du voyage, dont John Y. Mason. Chaque bateau est assemblé puis placé sur un chariot. Son expédition se termine par l'exploration du Jourdain et de la Mer Morte.
En utilisant la méthode de triangulation, l'expédition de Lynch est la première à déterminer de cette manière (Schubert et Roth l'avaient faite par la barométrie) que la mer Morte est en dessous du niveau de la mer. Les mesures de l'expédition américaine montrent que la mer Morte est à 401 mètres sous le niveau de la mer,.
Il publie le récit de l'expédition en 1849 sous le titre Narrative of the United States' Expedition to the River Jordan and the Dead Sea.
En 1849, il est nommé commandant et en 1850, est promu capitaine. En 1852, il demande l'autorisation d'explorer l'intérieur de l'Afrique en vue d'une éventuelle colonisation. Lors de son exploration en Afrique centrale occidentale, il attrape une fièvre et est contraint de retourner aux États-Unis. Lynch croyait que les explorateurs qui « supprimeraient l'obstruction au commerce, à la civilisation et au christianisme deviendraient les bienfaiteurs de l'humanité ».
Après que la Virginie a fait sécession des États-Unis le 17 avril 1861, il démissionne de la marine américaine le 21 avril. Il est d'abord nommé capitaine dans la marine de Virginie et lorsque la Virginie rejoint les États confédérés d'Amérique et fusionne ses militaires, il devient capitaine dans la marine des États confédérés le 10 juin 1861. Il commande des batteries navales à Aquia Creek, en Virginie, lors de leur bombardement par les canonnières de l'Union en mai 1861, est responsable des canonnières et de la défense de Roanoke Island, en Caroline du Nord en février 1862 et dirige les forces navales confédérées à Vicksburg (Mississippi), de mars à octobre 1862. Il est également affecté aux bureaux du Département de la Marine en tant que chef du Bureau des commandes et des détails en 1862.
Plus tard, commandant des navires dans les eaux de la Caroline du Nord, il commande les forces navales du sud lors de l'attaque de l'Union sur Fort Fisher, en décembre 1864 et janvier 1865.
Après la défaite de la Confédération, il est mis en liberté conditionnelle le 3 mai 1865 à Richmond, en Virginie. Il meurt à Baltimore le 17 octobre de la même année.

## Hommage
- Le USNS Lynch (en) a été nommé en son honneur.